# Na tym świecie
Na tym świecie (ang. In This World) – brytyjski film z 2002 roku wyreżyserowany przez Michaela Winterbottoma.